# Aeroportul Dehong Mangshi
Aeroportul Dehong Mangshi (IATA: LUM, ICAO: ZPMS) este un aeroport din Mangshi City⁠(d), Dehong Dai and Jingpo Autonomous Prefecture⁠(d), Yunnan, Republica Populară Chineză ce deservește zona statutory interpretation⁠(d). Aeroportul a fost tranzitat în 2022 de 1.042.740 de pasageri.
Aeroportul dispune de o singură pistă.